# Erwin Obermair
Erwin Obermair (29 août 1946-15 janvier 2017) est un astronome amateur autrichien découvreur d'astéroïdes.
Entre 1996 et 1998, il a co-découvert un total de 7 astéroïdes avec Erich Meyer à l'observatoire privé Meyer-Obermair (it) à Davidschlag (municipalité de Kirchschlag bei Linz en Autriche). De plus, il a contribué à la découverte de six autres astéroïdes entre 1996 et 2005, qui ont été considérées comme des découvertes attribuées au site de l'observatoire Davidschlag par l'Union astronomique internationale.
Obermair est membre de la société astronomique de Linz (Linzer Astronomische Gemeinschaft). Ses observations les plus importantes concernent l'astrométrie précise de la comète Shoemaker-Levy 9, qu'il a observée avec Erich Meyer et Herbert Raab en 1993. Ces observations ont contribué de façon significative à la prédiction ultérieure de l'impact de cette comète sur la planète Jupiter.
Le 4 avril 1997, Obermair a reçu la Décoration d'honneur en argent de la république d'Autriche. L'astéroïde (9236) Obermair a été nommé en son honneur.

## Astéroïdes découverts
| Astéroïdes découverts : 7  | Astéroïdes découverts : 7 |
| -------------------------- | ------------------------- |
| (14057) Manfredstoll [1]   | 15 janvier 1996           |
| (15949) Rhaeticus [1]      | 17 janvier 1998           |
| (43955) Fixlmüller [1]     | 6 février 1997            |
| (48681) Zeilinger [1]      | 21 janvier 1996           |
| (58499) Stüber [1]         | 3 novembre 1996           |
| (85411) Paulflora [1]      | 3 novembre 1996           |
| (100485) Russelldavies [1] | 3 novembre 1996           |
| 1. avec E. Meyer           |                           |